# Джамалпур-Садар
Джамалпур-Садар (бенг. জামালপুর সদর, англ. Jamalpur Sadar) — подокруг на севере Бангладеш в составе округа Джамалпур. Образован в 1853 году. Административный центр — город Джамалпур. Площадь подокруга — 489,56 км². По данным переписи 1991 года численность населения подокруга составляла 501 924 человека. Плотность населения равнялась 1025 чел. на 1 км². Уровень грамотности населения составлял 27,6 %. Религиозный состав: мусульмане — 97,70 %, индуисты — 2,10 %, прочие — 0,20 %.